# Sabbath Bloody Sabbath (chanson)
Sabbath Bloody Sabbath est le titre d'ouverture du cinquième album du groupe de heavy metal britannique Black Sabbath, sorti en 1973.
Son riff principal a été cité comme « le riff qui a sauvé Black Sabbath », parce que Tony Iommi, qui a écrit la plus grande partie de la musique du groupe, souffrait alors d'un blocage d'écriture,. Ils ont eu recours à des mesures drastiques (dont la location du château de Clearwell, soi-disant hanté, pour y vivre) pour l'inspirer,.
La chanson a été saluée par les guitaristes de hard rock et de heavy metal, et Slash des Guns N' Roses a déclaré à Guitar World en 2008 : « À ce jour, je n'ai jamais rien entendu d'aussi lourd qui ait autant d'âme ». Brent Hinds, de Mastodon, est du même avis et a déclaré à Nick Bowcott en 2008 : « Le riff The dreams turn to nightmares, Heaven turns to Hell à la fin de cette chanson est imbattable ».
La chanson a été rarement jouée en concert dans les années 1970. Lors de la tournée Heaven & Hell Tour, elle a été reprise pour un certain nombre de concerts, puis abandonnée. Lors de la tournée Cross Purposes, elle était généralement jouée en clôture des spectacles, tandis que lors de la tournée Forbidden, elle était au milieu de la setlist et comportait une guitare supplémentaire de Geoff Nicholls.
Lors de la Tournée de réunion du groupe à la fin des années 1990, la chanson a été jouée mais raccourcie, sautant le dernier couplet en raison de la diminution de l'étendue vocale d'Osbourne. Lors des tournées et des concerts qui ont suivi, le riff d'ouverture a été joué en guise d'introduction à Paranoid.
Sabbath Bloody Sabbath a été classée quatrième meilleure chanson de Black Sabbath par le média allemand Rock - Das Gesamtwerk der größten Rock-Acts im Check.

## Covers
- Le groupe américain Metallica sur leur album Garage Inc. en 1998
- Le groupe pop suédois The Cardigans, sur leur album Emmerdale de 1994.
- Le groupe de thrash metal Anthrax, sur leur EP de 1987, I'm the Man.
- Godspeed avec Bruce Dickinson, sur l'album Nativity in Black, qui rend hommage à Black Sabbath.
- Le groupe suédois de death metal mélodique Amon Amarth, un titre bonus sur leur album Versus the World de 2002.
- En piste bonus sur l'album For the Glory of Nothing du groupe Finlandais Tarot, dans sa version remastérisée de 2006.
- Ripper, groupe de heavy metal de Houston, sur leur album Third Witness, sorti en 2015, avec Steve Sylvester de Death SS au chant.
- Le groupe de doom metal The Melvins avec Al Cisneros ode Sleep, sur un single en 2018[6].